# Aeropuerto de Waspán
El Aeropuerto Waspán (IATA: WSP, OACI: MNWP) es un aeropuerto que sirve al municipio de Waspán, en la Región Autónoma de la Costa Caribe Norte, Nicaragua.